# Alte Oper (métro léger de Francfort)
Alte Oper est une station du métro léger de Francfort. La station se trouve à l'intersection de la ligne U6 et de la ligne U7 dans le district de Innenstadt.